# Jacek Dębecki
Jacek Dębecki – polski matematyk, doktor habilitowany nauk matematycznych. Specjalizuje się w geometrii różniczkowej. Adiunkt Katedry Geometrii Instytutu Matematyki Wydziału Matematyki i Informatyki Uniwersytetu Jagiellońskiego.

## Życiorys
Finalista 35 i 36 Olimpiady Matematycznej. Matematykę ukończył na Uniwersytecie Jagiellońskim, gdzie następnie rozpoczął studia doktoranckie. Stopień doktorski uzyskał w 2005 broniąc pracy pt. Naturalne transformacje lagranżjanów w p - formy w wiązce stycznej, przygotowanej pod kierunkiem Jacka Gancarzewicza. Habilitował się na macierzystej uczelni w 2010.
Swoje prace publikował w takich czasopismach jak m.in. „Colloquium Mathematicum”, „Annales Polonici Mathematici”, „Czechoslovak Mathematical Journal”, „Mathematica Scandinavica", „Archivum Mathematicum" oraz „Journal of Mathematical Physics”.
Członek Polskiego Towarzystwa Matematycznego.